# Garry Tallent
Garry Wayne Tallent (Detroit, Michigan, 27. listopada 1949.), američki je glazbenik i glazbeni producent, najpoznatiji kao član E Street Banda Brucea Springsteena.

## Vanjske poveznice
- Službena stranica
- Garry Tallent u internetskoj bazi filmova IMDb-u (engl.)